# Frontenay-Rohan-Rohan
Frontenay-Rohan-Rohan é uma comuna francesa na região administrativa da Nova Aquitânia, no departamento de Deux-Sèvres. Estende-se por uma área de 33,79 km². Em 2010 a comuna tinha 2 931 habitantes (densidade: 86,7 hab./km²). INSEE]], com uma densidade de 86 hab/km².